# Češljeva Bara
Češljeva Bara (izvirno srbsko Чешљева Бара) je naselje v Srbiji, ki upravno spada pod Občino Veliko Gradište; slednja pa je del Braničevskega upravnega okraja.

## Demografija
V naselju, katerega izvirno (srbsko-cirilično) ime je Чешљева Бара, živi 421 polnoletnih prebivalcev, pri čemer je njihova povprečna starost 48,2 let (45,1 pri moških in 50,9 pri ženskah). Naselje ima 168 gospodinjstev, pri čemer je povprečno število članov na gospodinjstvo 2,91.
To naselje je, glede na rezultate popisa iz leta 2002, večinoma srbsko.
|  |

| Demografija | Demografija     | Demografija     |
| Leto        | Št. prebivalcev | Št. prebivalcev |
| ----------- | --------------- | --------------- |
|             |                 |                 |
|             |                 |                 |
|             |                 |                 |
|             |                 |                 |
| 1948        | 1057            |                 |
| 1953        | 1059            |                 |
| 1961        | 1062            |                 |
| 1971        | 1039            |                 |
| 1981        | 1064            |                 |
| 1991        | 976             | 635             |
| 2002        | 987             | 489             |
|             |                 |                 |

| Etnična sestava po popisu iz leta 2002 | Etnična sestava po popisu iz leta 2002 | Etnična sestava po popisu iz leta 2002 | Etnična sestava po popisu iz leta 2002 | Etnična sestava po popisu iz leta 2002 |
| -------------------------------------- | -------------------------------------- | -------------------------------------- | -------------------------------------- | -------------------------------------- |
| Srbi                                   | Srbi                                   |                                        | 360                                    | 73,61%                                 |
| Vlahi                                  | Vlahi                                  |                                        | 84                                     | 17,17%                                 |
| Romuni                                 | Romuni                                 |                                        | 7                                      | 1,43%                                  |
| Neznano                                | Neznano                                |                                        | 38                                     | 7,77%                                  |